# Leucopis dobrodginus
Leucopis dobrodginus is een vliegensoort uit de familie van de Chamaemyiidae. De wetenschappelijke naam van de soort is voor het eerst geldig gepubliceerd in 1998 door Beschovski.